# Schloss Schachendorf

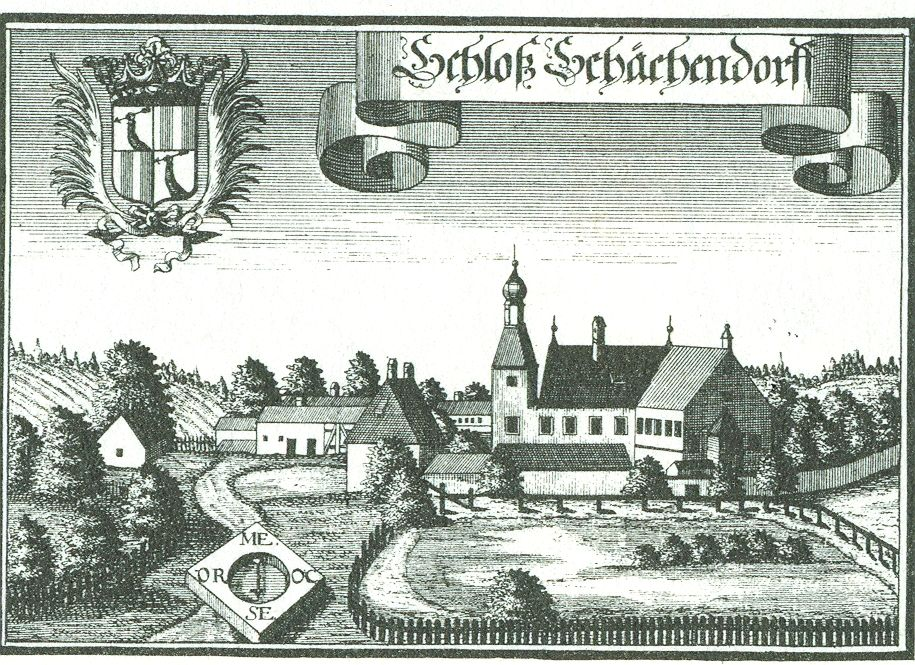
Schloss Schachendorf nach einem Stich von Michael Wening von 1721

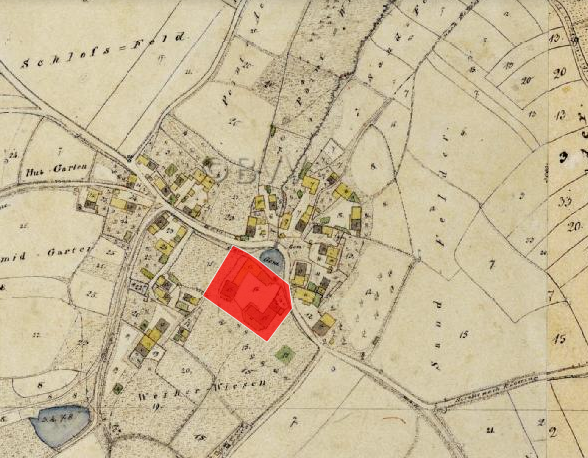
Lageplan von Schloss Schachendorf auf dem Urkataster von Bayern

Das nur mehr in Resten erhaltene Schloss Schachendorf  befand sich in dem Ortsteil Schachendorf der oberpfälzischen Stadt Cham im Landkreis Cham von Bayern (Schachendorf 33). Die Anlage wird als Bodendenkmal unter der Aktennummer D-3-6842-0030 im Bayernatlas als „untertägige Befunde des abgegangenen frühneuzeitlichen Schlosses von Schachendorf, zuvor mittelalterliche Niederungsburg“ geführt. Ebenso ist sie unter der Aktennummer D-3-72-116-120 als denkmalgeschütztes Baudenkmal von Schachendorf verzeichnet.

## Geschichte
In Schachendorf war das Stammschloss der Herren von Schachendorf. Es ist jedoch unbekannt, wann sich die ersten Schachendorfer hier ansiedelten. Urkundlich wird der Edelsitz der Schachendorfer erstmals 1375 erwähnt. Bereits 1390 erscheinen die Schachendorfer nicht mehr als Besitzer des Schlossgutes. 1391 erscheint in einer Urkunde Achatz der Püdenstorfer als Eigentümer, 1398 wird nennt er sich Achatz der Pudmstorfer zu Schächendorff genannt. Für den Zeitraum bis Anfang des 16. Jahrhunderts geben die Chamer Urkunden dann keinen Aufschluss mehr über die Besitzer des Landschlosses.
Schachendorf war eine der jüngsten Hofmarken im Landgericht Cham. Mitte des 16. Jahrhunderts ist sie in der Landtafel als Besitz der Gleißenthal verzeichnet. Im 17. Jahrhundert ist ein häufiger Besitzerwechsel zu verzeichnen: 1636 ist Mathias Rosenhammer auf Grafenwiesen als Inhaber bezeugt, 1680 verkauft Christoph Albrecht Vischl, 1661 Ratsherr von Cham, die Hofmark an Christoph Seitz von Wolfersing. Dessen Witwe heiratet 1682 wieder den Johann Christoph von Gleißenthal, der Schachendorf 1683 an seinen Vater Johann Ludwig von Gleißenthal auf Zandt veräußert. Bis in das 19. Jahrhundert verbleibt Schachendorf bei den Gleißenthals. Um 1700 treten hier die Freiherrn von Schuss auf Sattelpeilnstein auf. Vorübergehend ist hier auch ein Rittmeister Max von Romaier nachgewiesen; diesem wird 1820 die Bildung einer Patrimonialgerichts II. Klasse gestattet. 1842 werden die Dominikalien durch den Staat von den Freiherrn von Gleißenthal erworben und die adelige Gerichtsbarkeit beendet.
Um 1850 brannte das Schlossgebäude ab. Beim Wiederaufbau wurden auf der Ruine zwei Bauernhöfe errichtet, die den Gebrüdern Johann und Anton Sauer gehörten. Aus den ehemaligen Wirtschaftsgebäuden des Schlosses wurde eine Tafernwirtschaft. Bevor diese in den Besitz der Familie Schierer kam, gehörte sie einem Josef Haller. 1880 brannten allerdings die Gebäude der Tafernwirtschaft nieder und damit waren die letzte Reste des alten Hofmarkschlosses so gut wie verschwunden.

## Schloss Schachendorf einst und jetzt
Nach dem Stich von Michael Wening von 1721 war Schachendorf ein leicht abgewinkelter zweigeschossiger Bau. Im Osten ist ein Turm mit einer barocken Zwiebelhaube. Vermutlich steht die heutige Dorfkapelle (von 1888) an derselben Stelle. Zu der Anlage gehören einige Wirtschaftsbauten, die von einem einfachen Palisadenzaun umschlossen sind. Der Zugang wird von einem Torturm bewacht.
Von dem Schloss sind heute noch denkmalgeschützte Grundmauern und Gewölbe des ehemaligen Schlosses aus dem 15. Jahrhundert erhalten.